# انجمن اسپانیایی آمریکا

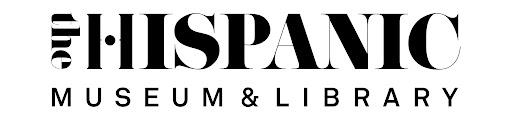

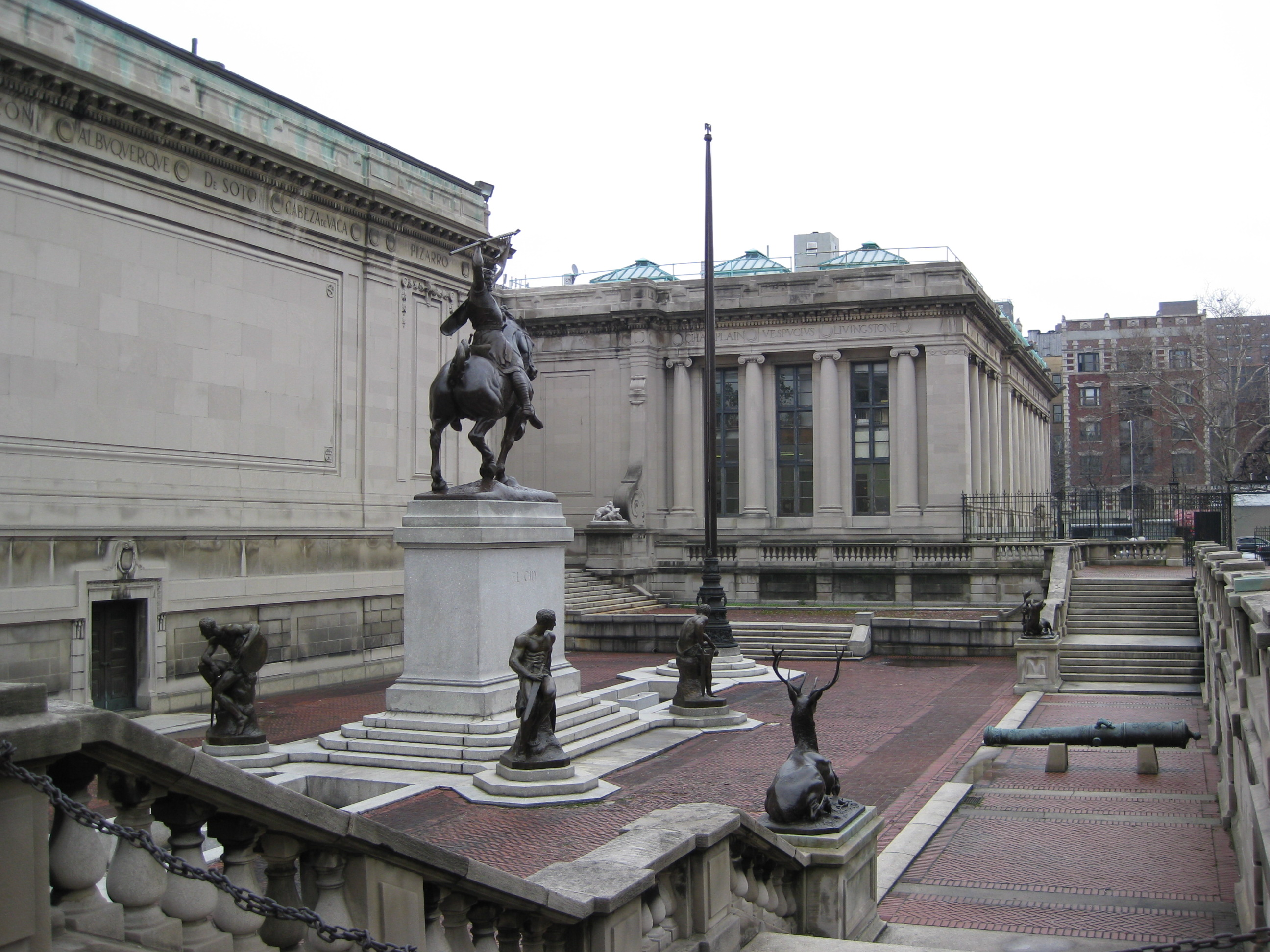
شمال ساختمان انجمن اسپانیایی (سمت چپ) و مجسمه‌ها - ۱۹۳۰

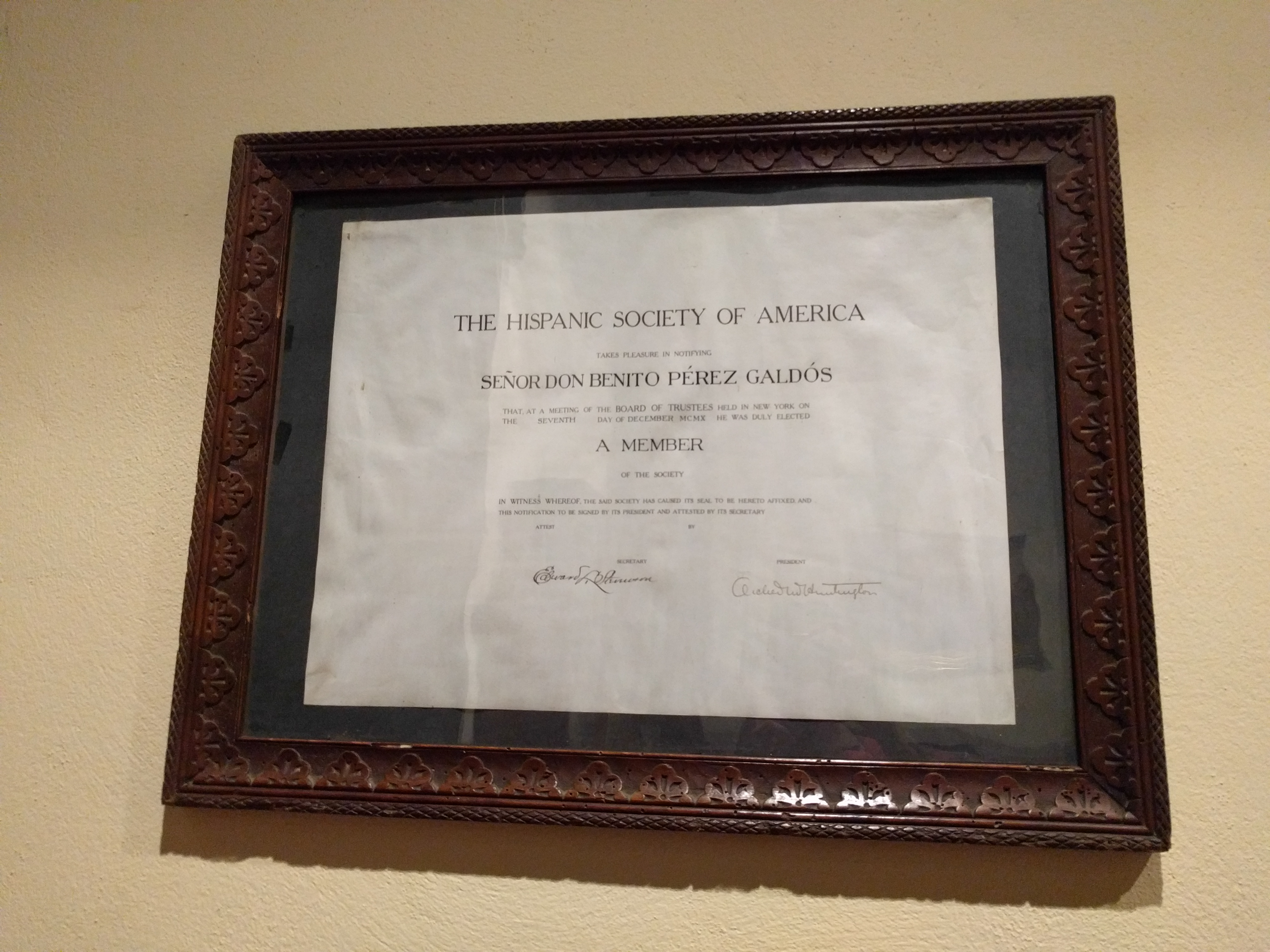
گواهی عضویت برای بنیتو پرز گالدوس

انجمن اسپانیایی آمریکا یک موزه و کتابخانه مرجع برای مطالعه هنر و فرهنگ‌های اسپانیا و پرتغال و مستعمرات سابق این کشورها در آمریکای لاتین، هند شرقی اسپانیا و هند پرتغالی می‌باشد. علیرغم نامش، هرگز به عنوان یک جامعه علمی عمل نکرده است.
این مؤسسه که در سال ۱۹۰۴ توسط فردی نیکوکار بنام آرچر ام. هانتینگتون تأسیس شد، در محل اصلی خود در ساختمان هنرهای زیبا در سال ۱۹۰۸ در تراس ادوبون در محله واشینگتن هایتس شهر نیویورک به فعالیت خود ادامه می‌دهد. ساختمان دوم، در ضلع شمالی تراس، در سال ۱۹۳۰ اضافه شد. مجسمه بیرونی جلوی ساختمان شامل کارهای آناهایت هانتینگتون و ۹ نقش برجسته است که توسط برتولت نبل، مجسمه‌ساز سوئیسی-آمریکایی ساخته شد که سفارش ساخت آن ۱۰ سال بطول انجامید. این مجموعه کامل جامعه اسپانیایی آمریکا در سال ۲۰۱۲ به عنوان یک بنای تاریخی ملی نامگذاری شد. در سال ۲۰۲۱، موزه به خانه سابق موزه سرخپوستان آمریکایی، در مجاورت ساختمان اصلی موزه گسترش پیدا کرد.

## مجموعه‌ها

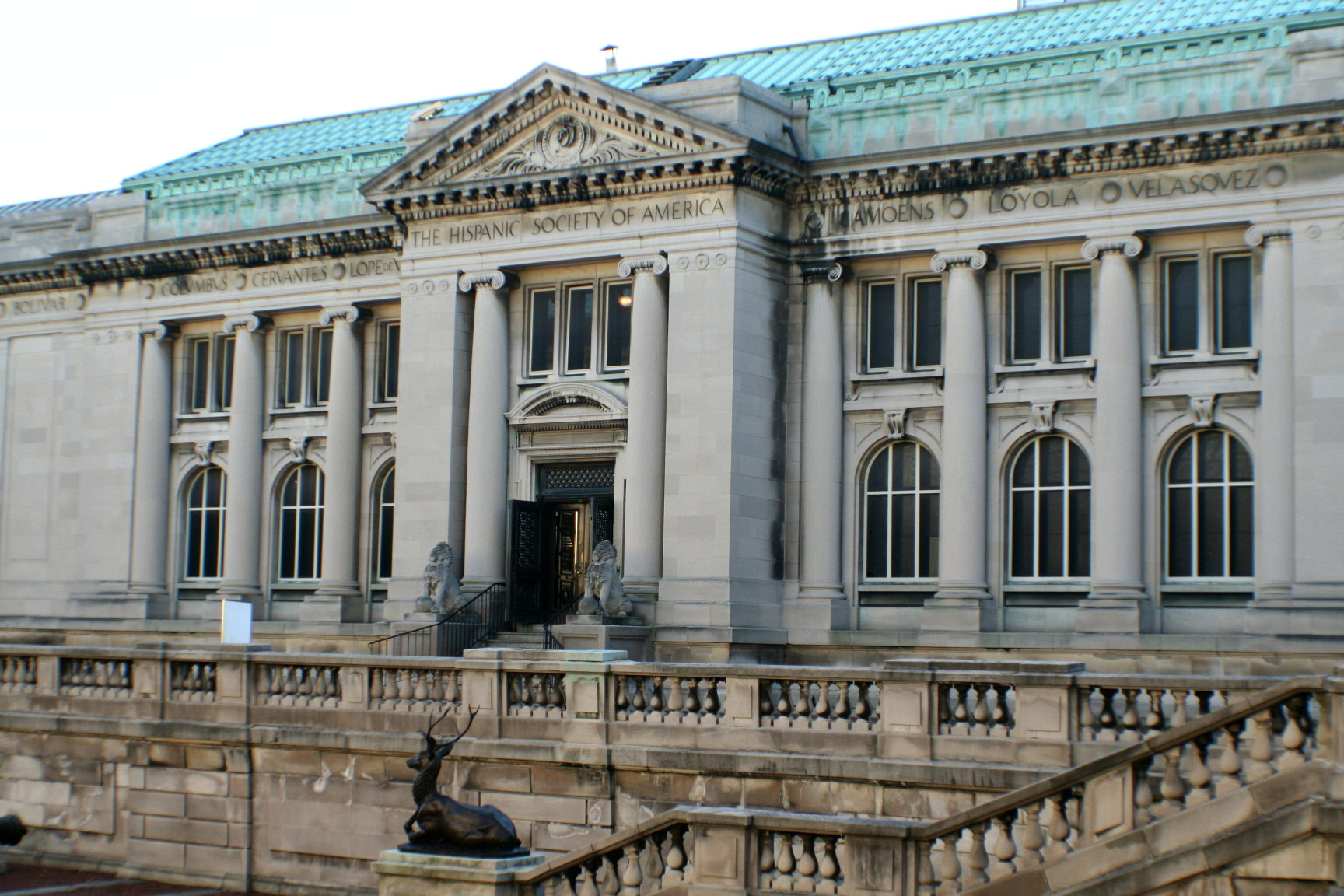
مکان انجمن اسپانیایی آمریکا

این موزه دربرگیرنده بیش از ۱۸۰۰۰ اثر هنری از دوران ماقبل تاریخ تا قرن بیستم در هر بخش است. این مجموعه شامل نقاشی‌های مهمی از دیه‌گو ولاسکس، فرانسیسکو گویا، ال گرکو و خواکین سورولا و دیگران می‌باشد. همچنین شامل مجسمه‌سازی و عناصر معماری، مبلمان و فلزکاری، سرامیک و منسوجات است.
اتاق سورولا که در سال ۲۰۱۰ مجدداً بازسازی شد، چشم‌انداز اسپانیا، ۱۴ نقاشی عظیم را به نمایش می‌گذارد که توسط آرچر هانتینگتون در سال ۱۹۱۱ سفارش داده شده بود. سورولا این آثار را از سال ۱۹۱۳ تا ۱۹۱۹ تکمیل کرد. آنها اتاق بزرگ را رنگ می‌زنند و صحنه‌هایی از مناطق اسپانیا را به تصویر می‌کشند.
این کتابخانه دارای بیش از ۲۵۰۰۰ جلد کتاب، ۲۰۰۰۰۰ سند، ۱۷۵۰۰۰ عکس، و ۱۵۰۰۰ کتاب چاپ شده کمیاب است که متعلق به قبل از سال ۱۷۰۰ می‌باشد، از جمله شامل اولین نسخه کتاب دون کیشوت. همچنین کتاب خطی سیاه ساعت‌ها، ساعت‌های مریم مقدس برای استفاده رومی‌ها (حدود ۱۴۵۸)، علاوه بر آن، یکی از معدود آثار و نقشه عظیم جهان (۱۵۲۶) اثر خوان وسپوچیو است که در این کتابخانه قرار دارد.
این مجتمع به عنوان «شاید بدفهم‌ترین مؤسسه نیویورک» توصیف شده است، چرا که تمرکز فرهنگی آن بر روی اسپانیای قدیم و مستعمره‌های آن بوده و برخلاف فرهنگ آمریکایی اسپانیایی‌تبار، ایجاد شده است، آنچنانکه برغم موقعیت آن در طول زمان به فرهنگ یک ملیت عمدتاً اسپانیایی تبدیل شده است. محله (عمدتاً دومینیکن). در سال ۲۰۱۲ پیشنهاد شد که این موزه، به «موزه هنر آرچر ام. هانتینگتون» تغییر نام دهد تا این تمایز روشن شود، اما این تغییر نام هرگز دنبال نشد.

## ایجاد یک موزه تاریخی
در اواخر قرن نوزدهم احساسات مردم در آمریکا، نسبت به روابط این کشور با اسپانیا منفی بود. این عمدتاً به این دلیل بود که طی قرن‌های ۱۶ تا ۱۷، اسپانیا هدف خود را چیره شدن کامل بر آمریکای شمالی و جنوبی قرار داده بود؛ بنابراین، تا قرن هجدهم، ایالات متحده، اسپانیا را به عنوان دشمنی می‌نگریست که برای پیشبرد موفقیت آمریکا در آمریکای شمالی باید با آن مقابله کرد. در طول قرن نوزدهم، مناطق زیادی که زمانی تحت کنترل اسپانیا در آمریکای شمالی بود به قلمروهای ایالات متحده اضافه شد. در آغاز قرن نوزدهم به قرن بیستم، مطالعات اسپانیایی و آمریکای لاتین در جهان علمی در ایالات متحده بارزتر شد. انجمن اسپانیایی هانتینگتون آمریکا یکی از پیشتازان جنبشی بود که هنر اسپانیایی زبان را مورد توجه محققان قرار داد تا این مفهوم را معرفی کند که هنر اسپانیایی لایق مطالعه است. بنابر این مردم متوجه شدند که فراگیری فرهنگ اسپانیایی مهم است زیرا بخش بزرگی از تاریخ آمریکا به‌شمار می‌رود. هانتینگتون آینده نگری داشت تا کشف کند موزه‌هایی از این نوع چقدر اهمیت دارد و برای همین موزه را در سال ۲۹۰۴ تأسیس کرد.
هانتینگتون در جمع‌آوری حجم وسیعی از هنر اسپانیایی به منظور گردآوری موزه سخت کوشید. در واقع او به هنر بسنده نکرد. او اقلام میراث اسپانیایی، ادبیات و حدود ۴۰۰۰۰ کتاب را گردآوری کرد که کتابخانه عظیمی را تشکیل داد و به عنوان منبعی برای محققانی که تاریخ، ادبیات، هنر و فرهنگ اسپانیایی را مطالعه می‌کنند مورد استفاده قرار گیرد و تا به امروز ادامه دارد. از این رو، ایده او برای این مؤسسه صرفاً برای نمایش نقاشی‌ها، مجسمه‌ها و آثار تاریخی نبود، بلکه بیشتر این بود که از آن به عنوان مرکزی برای تحقیقات و مطالعات علمی استفاده شود.
در مورد طراحی ساختمان، هانتینگتون نقش زیادی در طراحی و ایجاد خود مؤسسه داشت. ساختمان اصلی بر اساس طرح‌های پسر عموی هانتینگتون، چارلز پی. هانتینگتون تمایل داشت تا تراس ادوبون به مجموعه ای از مؤسسات فرهنگی تبدیل شود و تا حدودی محقق شد. طرح نئوکلاسیک منتخب این مجموعه برای تبدیل شدن به مؤسسه معتبری طراحی شد که امروزه انجمن اسپانیایی‌های آمریکا به آن تبدیل شده است.

## توسعه و بازسازی
در آوریل ۲۰۱۵، انجمن اسپانیایی آمریکا انتصاب فیلیپ دو مونتبلو را به ریاست هیئت ناظران انجمن اعلام کرد و با بازسازی ساختمان خالی هنرهای زیبا در مجاورت ساختمان موزه اصلی انجمن، تلاش بزرگی برای دو برابر کردن وسعت موزه را مدیریت کرد. این مکان قبلاً به موزه سرخپوستان آمریکایی اختصاص داشت، و سال‌ها قبل به خانه گمرک سابق ایالات متحده در منهتن پایین منتقل شده بود.
از اول ژانویه ۲۰۱۷، موزه به دلیل بازسازی گسترده بسته شد، اگرچه کتابخانه به صورت محدود و فقط با قرار قبلی باز بود. پروژه بازسازی سقف و روشنایی ساختمان ۱۵ میلیون دلاری هزینه برداشت. در ابتدا قرار بود در پاییز ۲۰۱۹ بازگشایی شود، موزه اصلی همچنان از ابتدای سال ۲۰۲۲ بسته می‌باشد، اما گالری جدید ساختمان شرق، که قبلاً موزه سرخپوستان آمریکایی بود، در سال ۲۰۲۱ برای نمایشگاه‌های سیار افتتاح شد.
در حالی که موزه تعطیل بود، بسیاری از آثار آن به موسسات دیگر امانت داده شد. حدود ۲۰۰ اثر مهم انجمن از آوریل تا سپتامبر ۲۰۱۷ در موزه دل پرادو در مادرید به نمایش گذاشته شد. این نمایشگاه از ژوئن تا سپتامبر ۲۰۱۸ به موزه دل پالاسیو د بلاس آرتس در مکزیکو سیتی سفر کرد. موزه هنر و تاریخ آلبوکرک، نوامبر ۲۰۱۸ تا مارس ۲۰۱۹؛ موزه هنر سینسیناتی، اکتبر ۲۰۱۹ تا ژانویه ۲۰۲۰؛ و موزه هنرهای زیبا، هیوستون از مارس تا می ۲۰۲۰.
ورود به موزه مطابق بر باور آرچر هانتینگتون همیشه رایگان بوده است. اما به دلیل مشکلات مالی، انجمن در سال ۱۳۹۵ به دادگاه مراجعه کرد تا با آزاد نگه داشتن سالن اصلی، اجازه دریافت حق پذیرش برای نمایشگاه‌های موقتی که در محل جدید موزه برگزار می‌شود، دریافت کند. با اینحال از سال ۲۰۲۲، ورود به گالری‌های جدید رایگان است.
در سال ۲۰۲۰، موزه گیوم کینتز، متصدی سابق موزه لوور و موزه هنر کیمبل را به عنوان مدیر جدید خود منصوب کرد.